# Wimper

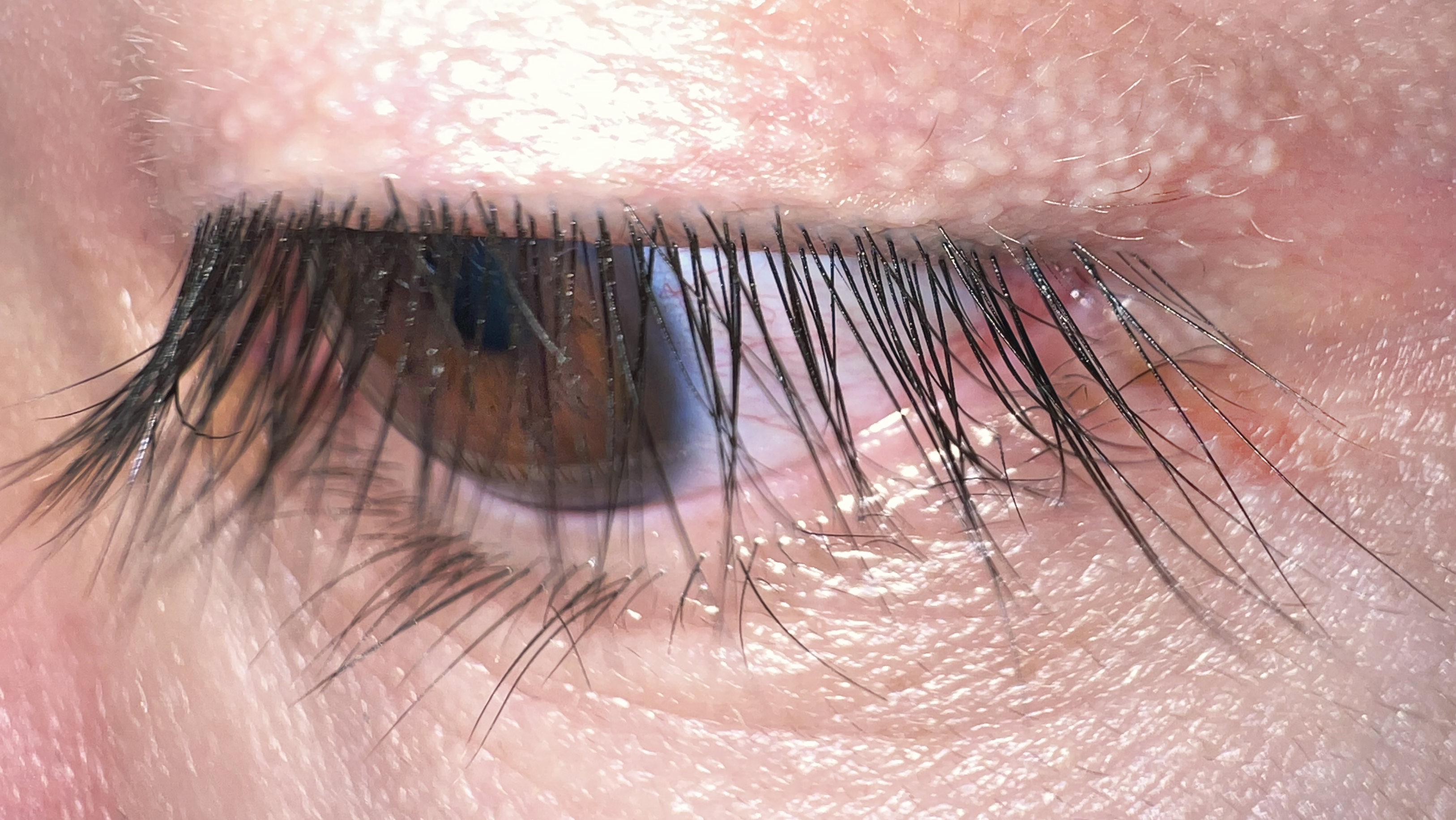
Menselijke wimpers

Wimpers of oogharen zijn de haren die in rijen op de oogleden groeien. Ze zijn zeer tastgevoelig.
Wimpers zijn relatief dikke, stugge haren die (bij de mens) in een enkele rij op zowel het bovenste als het onderste ooglid aanwezig zijn; die op het bovenste ooglid zijn echter aanmerkelijk langer en dikker.
De biologische functie van wimpers is om stofdeeltjes buiten het oog te houden; als ze worden beroerd door ook maar het geringste object, wordt het oog in een reflex gesloten. Wimpers vernieuwen zich echter regelmatig en losrakende haren zijn soms eerder een 'doorn in het oog' dan een bescherming.
Wimpers bepalen een belangrijk deel van de oogopslag, en worden over het algemeen als mooier ervaren naarmate ze dikker en langer zijn. Het is een vorm van non-verbale communicatie en daarom maken mensen de wimpers soms op met mascara om ze voller te laten lijken. Voor dit doel bestaan ook kunstwimpers.
Er zijn verschillende ziekten gerelateerd aan wimpers, zoals ingegroeide wimperharen en ontstoken wimperhaarzakjes, deze worden ook wel strontjes genoemd. Ook kan de schaamluis zich op wimperharen vestigen omdat deze van wat dikkere haren houdt, zoals schaamhaar en wimpers, in tegenstelling tot de hoofdluis die zich alleen aan dunne haren kan vastklampen.